# Gramada
Gramada (in bulgaro Грамада?) è un comune bulgaro situato nella regione di Vidin di 2 481 abitanti (dati 2009). La sede comunale è nella località omonima.

## Località
Il comune è formato dall'insieme delle seguenti località:
- Bojanovo
- Brankovci
- Gramada (sede comunale)
- Medeševci
- Milčina lăka
- Sracimirovo
- Toševci
- Vodna